# Chrobolský potok
Chrobolský potok je menší vodní tok v Šumavském podhůří, levostranný přítok Zlatého potoka v okrese Prachatice v Jihočeském kraji. Délka toku měří 3 km, plocha povodí činí 4,94 km².

## Průběh toku
Potok pramení v lese jihozápadně od Chrobolů v nadmořské výšce 785 metrů nedaleko železniční stanice na trati Číčenice – Nové Údolí, kterou podtéká. Na potoce se nachází přírodní koupaliště. Potok teče severovýchodním směrem, cca. 100 metrů před křižovatkou přijímá první přítok stále oficiálně bez jména, protéká Chroboly, kde podtéká silnici II/143, Druhý přítok přijímá zleva oficiálně bezejmenný potok a stáčí se k východu. Severovýchodně od Chrobolů se Chrobolský potok zleva vlévá do Zlatého potoka v nadmořské výšce 648 metrů.

### Větší přítoky
Největšími stále bezejmennými přítoky Chrobolského potoka jsou Lesní potok a Nádražní strouha (oba názvy podle místních). Dále se Chrobolský potok vlévá do Zlatého potoka zleva. 